# Clark/Lake
Clark/Lake is een metrostation in het centrum (Loop) van de Amerikaanse stad Chicago.
Het station is gelegen boven en onder (West) Lake Street, tussen Clark Street en LaSalle Street, en heeft aansluiting op de blauwe, bruine, groene, oranje, roze en paarse lijnen van de metro van Chicago. De blauwe lijn is de enige lijn die onder Lake Street ligt, de andere lijnen liggen op The Loop, de verhoogde spoorlijn door de stad. Het station ligt één bouwblok ten noorden van het stadhuis.
Het eerste (bovengrondse) station opende in 1895 als deel van de ' Lake Street Elevated Railroad ' en werd in 1897 onderdeel van The Loop. Het ondergrondse station werd geopend in 1951 als Lake Transfer. In 1992 werd het bovengrondse gedeelte station gereconstrueerd en gekoppeld aan het ondergrondse station, waarna ook het ondergrondse station de naam Clark/Lake kreeg.